# Misätters ekhagar
Misätters ekhagar este o arie protejată (arie specială de conservare — SAC, sit de importanță comunitară — SCI) din Suedia întinsă pe o suprafață de 9,7 ha, integral pe uscat.

## Localizare
Centrul sitului Misätters ekhagar este situat la coordonatele 59°07′09″N 16°59′17″E / 59.1191°N 16.988°E.

## Înființare
Situl Misätters ekhagar a fost declarat sit de importanță comunitară în iulie 2000 pentru a proteja un număr necunoscut de specii din flora spontană și fauna sălbatică aflate în arealul zonei. Situl a fost protejat și ca arie specială de conservare în martie 2011.

## Biodiversitate
Situată în ecoregiunea boreală, aria protejată conține 3 habitate naturale: Pășuni din zone de pădure fino-scandinave, Pajiști fino-scandinave uscate până la mezice, bogate în specii de altitudine mică, Pajiști cu Molinia pe soluri calcaroase, turboase sau argilos-nămoloase (Molinion caeruleae).
La baza desemnării sitului se află un număr nedeclarat de specii protejate.